# 1993 en sports équestres
Chronologie des sports équestres
- 1992 en sports équestres - 1993 en sports équestres - 1994 en sports équestres

Cet article présente les faits marquants de l'année 1993 en sports équestres.

## Événements

### Avril
- avril 1993 : la finale de la coupe du monde de saut d'obstacles 1992-1993 est remportée par Ludger Beerbaum et Ratina Z[1].

### Septembre
- 12 septembre 1993 : 21e édition du championnat d'Europe de concours complet d'équitation 1993 à Achselschwang (Allemagne) qui est remportée par Jean-Lou Bigot sur Twist la Beige*HN en individuel et par l'équipe de Suède[2].

### Année
- 16e édition des championnats d'Europe de dressage 1993 à Sežana (Slovénie).
- 1er championnat d'Europe de polo à Saint-Moritz (Suisse).
- la finale de la coupe du monde de dressage 1992-1993 à Bois-le-Duc (Pays-Bas) est remportée par Monica Theodorescu sur Ganimedes[3].